# Henniez (Mineralwasser)
Henniez ist eine Schweizer Mineralwasser- und Getränkemarke aus der gleichnamigen Ortschaft im Kanton Waadt. Sie gehört seit dem Jahr 2007 dem Schweizer Nahrungsmittelkonzern Nestlé an, und war bis dahin seit drei Generationen mehrheitlich im Familienbesitz (Sources Minérales Henniez S.A.).

## Henniez-Quelle
Die Quelle befindet sich in der gleichnamigen Ortschaft im Kanton Waadt und wird seit 1905 industriell genutzt. Sie wurde während der römischen Besatzung Helvetiens um 200 n. Chr. entdeckt. Die Römer leiteten das Quellwasser in Aquädukten zu Badeanstalten im heutigen Avenches, der damaligen Hauptstadt der römischen Schweiz. Mit dem Fall des römischen Reiches endete auch die Bewirtschaftung der Quellen, und die Thermen verschwanden.
Im 17. Jahrhundert wurde das Bäderwesen wieder aufgenommen und 1688 bei den Quellen das Hôtel des Bains erbaut. 1880 übernahm der Neuenburger Virgile Borel die Leitung der Bäder. Eine von ihm in Auftrag gegebene Analyse des Wassers zeigte positive Eigenschaften, was der Vermarktung als Mineralwasser und des Ortes als Erholungsgebiet den Weg öffnete.

## Henniez-Konzern

### Geschichte

Luftbild der Anlage von Walter Mittelholzer (zwischen 1918 und 1937)

1905 wurde mit der Gründung der Société des Bains et Eaux d’Henniez und der Inbetriebnahme der ersten Abfüllanlage die industrielle Produktion aufgenommen. Das Wasser wurde zunächst als Heilmittel in Apotheken verkauft. Die Gesellschaft wurde 1913 in die Aktiengesellschaft Henniez Lithinée SA umgewandelt.
Unter der Leitung von Henri Pahud, der dem Familienunternehmen ab 1916 fast fünfzig Jahre lang vorstand, wurde 1928 mit den Mineralquellen Eglisau einen Kooperationsvertrag unterzeichnet und so der Vertrieb von Henniez Lithinée als erstes Schweizer Mineralwasser auf den gesamten Schweizer Markt ausgeweitet.
Während 1930 die Bäder stillgelegt wurden, erhielt Henniez Lithinée durch einen lokalen Unternehmer Konkurrenz. Dieser kaufte eine Quelle bei Henniez, gründete die Firma Henniez Santé und profitierte so durch den Bekanntheitsgrad des Namens Henniez. Dies führte zu einem über Jahrzehnte andauernden Rechtsstreit, der erst 1978 beendet wurde.
Mit dem wirtschaftlichen Aufschwung nach dem Zweiten Weltkrieg änderte sich das Konsumverhalten und damit auch der Marktauftritt von Henniez, das vom Heilmittel zum Tafelwasser mutierte. Mit Edgar Rouge, Enkel von Henri Pahud, trat 1948 die zweite Generation in das Familienunternehmen ein. Rouge konzentrierte sich insbesondere auf die neuen Produktionstechniken, mit der die stark steigende Nachfrage bewältigt werden konnte.
1964 übernahm Rouge von seinem Onkel die Leitung des Unternehmens und baute in den folgenden Jahren die Führungsposition im Schweizer Markt weiter aus. 1972 wurde die Zusammenarbeit mit den Mineralquellen Eglisau beendet und ein eigenes Vertriebsnetz für den Deutschschweizer Markt aufgebaut. Nachdem Henniez bereits über ein kohlensäurehaltiges und ein stilles Mineralwasser verfügte, führte es 1974 mit Henniez grün ein leicht kohlensäurehaltiges Mineralwasser ein. Damit entstand der noch heute bekannte Farbencode: rot für „stark kohlensäurehaltig“, blau für „ohne Kohlensäure“ und grün für „leicht kohlensäurehaltig“.
1978 übernahm Henniez Lithinée den Konkurrenten Henniez Santé, womit die seit 1930 andauernden Rechtsstreitigkeiten ein definitives Ende fanden. Damit verbunden war die Umbenennung in Sources Minérales Henniez S.A. 1991 legte die Sources Minérales Henniez auf dem Gebiet rund um die Quelle einen 250 Hektar grossen Naturpark an und pflanzte dort über die Jahre insgesamt 70'000 Bäume an. Im Jahr 2000 überliess Edgar Rouge das Familienunternehmen seinen Söhnen Nicolas und Pascal.

### Übernahme durch Nestlé
Im September 2007 verkaufte die Familie Rouge ihren 61,66-Prozent-Anteil an Nestlé. In der Folge übernahm Nestlé auch die restlichen, im Streubesitz befindlichen Aktien. Schliesslich wurden die Aktien der Sources Minérales Henniez am 8. Juli 2008 dekotiert und das Unternehmen im Dezember 2008 mit Nestlé Waters (Suisse) SA fusioniert. Mit der Übernahme gingen nebst dem Unternehmen, der Quelle und der Marke Henniez auch die 1990 eingeführte Marke Cristalp sowie die in Lizenz produzierte Marken wie die Fruchtsäfte Granini und Hohes C sowie Virgin Cola in den Besitz von Nestlé über.
In ihrem letzten Geschäftsjahr als selbständiges Unternehmen beschäftigte Henniez 270 Mitarbeiter und erwirtschaftete einen Umsatz von 152 Millionen Schweizer Franken.
Im Februar 2020 wurde bekannt, dass die PET-Flaschen – statt wie bisher zu 30 % – neu zu 75 % aus rezykliertem PET (rPET) hergestellt werden. Im Jahr 2022 wurde bekannt, dass von sieben getesteten Mineralwässern am meisten Trifluoracetat in Henniez nachgewiesen wurde (0,76 µg/l). Im Oktober 2021 kündigte Nestlé die Schliessung des Werks in Saxon und die Einstellung der Marke Cristalp per Ende Februar 2022 an. Per Ende 2022 hat Nestlé Waters die illegal betrieben Aktivkohlefilter in Henniez entfernt. Bei einer Untersuchung der Konsumenten-Sendungen «A Bon Entendeur» und «On en parle» im Jahr 2024 wurden je zwei Abbauprodukte von den Pestiziden Chloridazon und Chlorothalonil im Henniez nachgewiesen, jedoch noch unterhalb des erlaubten Grenzwerts von 0,1 µg/l.